# Меренге (танец)
Мере́нге (исп. merengue) — танец из Доминиканской Республики. Энергичный парный танец, движения которого носят легкий эротический характер; в этом танце очень важен элемент флирта и импровизации. Меренге нередко танцуется соло, как шоу-вариант.

## Происхождение

### Легенды
Есть две основные легенды происхождения танца:
- Веселый танец уставших рабов в кандалах (из-за кандалов и усталости присутствует некоторая хромота при движении)
- Праздничный танец хромого генерала, который пользовался большой популярностью у народа, поэтому все повторяли его движения как дань уважения к выдающемуся человеку.

Однако так как обе легенды не удовлетворяют рекламные и маркетинговые цели танцевальных школ, то часто о них умалчивают по причине их непривлекательности.
Оригинальный танец меренге использует большое количество фигур и украшений, в частности, круговые движения бедер, вращение корпусом, движения плечами в убыстренном темпе. Многие из этих движений произошли из фольклорного варианта меренге.

### История происхождение танца
Меренге стремительно завоевывало симпатии доминиканского общества и постепенно вытесняло некоторые другие танцевальные ритмы, такие, как тумба. Тумба — это сложный танец, требующий от исполнителей больших физических усилий, состоит из одиннадцати фигур. Относительно простой танец меренге очень быстро занял место тумбы.
В те времена танец меренге представлял собой следующее: мужчина и женщина, обнимая друг друга, совершали движения в разные стороны и делали повороты направо или налево. Это называлось «салонное меренге» (merengue de salón), в котором партнеры никогда не разделялись. Также существовал другой вариант этого танца, «фигурное меренге» (merengue de figura), где танцующие делали множество движений-украшений, но и в этом случае пары не разделялись.
Танец состоял из трех частей: пасео, меренге и халео. Пасео, выход пар под медленную мелодию, вскоре исчез. Меренге, основная часть танца, увеличилась с 8-12 тактов до 32-48. Халео, завершающая часть, также претерпела изменения благодаря включению в неё экзотических ритмов и в конце концов перестала быть составной частью меренге.

## Интересные факты
Самый массовый танец меренге в России состоялся 29 июня 2013 года в г. Хабаровске. В нем приняли участие 333 пары.